# 165067 Pauls
165067 Pauls è un asteroide della fascia principale. Scoperto nel 2000, presenta un'orbita caratterizzata da un semiasse maggiore pari a 2,7004376 UA e da un'eccentricità di 0,2204760, inclinata di 12,34220° rispetto all'eclittica.